# Entidade Reguladora dos Serviços Energéticos
A Entidade Reguladora dos Serviços Energéticos (ERSE) é uma entidade administrativa independente portuguesa, criada em 1995 e com os seus primeiros estatutos aprovados em 1997. Presentemente, a missão da ERSE é a regulação, em Portugal, dos setores da eletricidade, do gás natural, do gás de petróleo liquefeito (GPL) em todas as suas categorias, nomeadamente engarrafado, canalizado e a granel. A sua atividade abrange, ainda, os combustíveis derivados do petróleo e dos biocombustíveis, bem como a gestão de operações da rede de mobilidade elétrica.
A ERSE goza de autonomia de gestão e independência administrativa, financeira e técnica face ao Governo e desempenha as suas funções tendo em conta os princípios orientadores da política energética nacional e europeia.
O enquadramento da atividade e funcionamento da ERSE constam dos seus estatutos, bem como da Lei quadro das entidades reguladoras.

Modelo de governação
A ERSE é dirigida por um Conselho de Administração, composto por um presidente e dois vogais, nomeados por resolução do Conselho de Ministros, para exercer um mandato com a duração de seis anos, não renovável. O Conselho de Administração é responsável pela definição, orientação, condução e acompanhamento das atividades e serviços da entidade.
A ERSE possui três órgãos de consulta (Conselho Consultivo, Conselho Tarifário e Conselho para os Combustíveis), aos quais compete emitir pareceres não vinculativos, formular recomendações e promover trabalhos de interesse para os setores regulados.
Compete a um Fiscal Único o controlo da legalidade e mérito da gestão financeira e patrimonial da entidade reguladora.

Função e poderes
A ERSE tem como função regular o setor da energia em defesa do interesse público e dos direitos e interesses dos consumidores presentes e futuros, em especial, os que são economicamente mais vulneráveis, e deve assegurar o equilíbrio económico financeiro das empresas reguladas que atuam em regime de monopólio natural, garantindo que cumprem as suas obrigações de serviço público.
Tem os poderes de regulação, regulamentação, supervisão, fiscalização e sancionatórios, previstos na lei e na regulamentação europeia.  A ERSE deve, entre outros objetivos:
- Promover a concorrência, a eficiência e a racionalidade das atividades reguladas, de forma objetiva, transparente, não discriminatória e equitativa;
- Fixar tarifas e preços de eletricidade e de gás natural;
- Aprovar e supervisionar a aplicação dos regulamentos técnicos;
- Supervisionar os mercados;
- Ordenar a realização de inquéritos, investigações ou auditorias às empresas reguladas;
- Processar e punir infrações no âmbito do Sistema Elétrico Nacional (SEN) e no Sistema Nacional de Gás Natural (SNGN);
- Emitir parecer nas matérias da sua competência sob pedido do Governo, Parlamento, Autoridade da Concorrência, Tribunais ou outros;
- Promover a arbitragem voluntária na resolução de conflitos de natureza comercial e contratual;
- Criar condições para a prevenção de conflitos através da promoção da divulgação de informação aos consumidores

Apoio aos consumidores de energia
Cabe à ERSE proteger os direitos e os interesses dos consumidores especialmente em relação a preços, à forma e qualidade da prestação de serviços.
Através de uma unidade dedicada (o ACE-Apoio ao Consumidor de Energia), a ERSE:
- informa e esclarece as dúvidas dos consumidores de energia;
- organiza ações de formação para entidades de defesa do consumidor, centros de arbitragem de conflitos de consumo e outros interessados;
- trata as reclamações dos consumidores de energia, recomendando a resolução dos conflitos;
- publica trimestralmente um Boletim, dando a conhecer os resultados da sua atividade no tratamento das reclamações e pedidos de informação recebidos.

O site da ERSE tem um espaço dedicado aos Consumidores de Energia, onde também se encontra a Gia, uma assistente virtual que responde às dúvidas mais frequentes dos consumidores.
Para ajudar o consumidor a fazer escolhas esclarecidas, a ERSE disponibiliza no seu site, vídeos didáticos no espaço multimédia e todo um conjunto de materiais pedagógicos e informativos:
- Alertas Más Práticas

- Dicas e Anotes

- Programa de formação ERSEForma

- Simulador de preços de energia

- Simulador de potência contratada

- Simulador de rotulagem

Internacional
A nível europeu, a ERSE foi membro fundador do CEER - Conselho Europeu de Reguladores da Energia, integra o ACER - Agência de Cooperação dos Reguladores de Energia, o Mercado Ibérico da Energia (MIBEL - Mercado Ibérico de Eletricidade e MIBGAS – Mercado Ibérico de Gás Natural) e outras iniciativas regionais.
Integra, ainda, outros relevantes fóruns internacionais: o núcleo de reguladores económicos (NER) da OCDE (Organização para a Cooperação e Desenvolvimento Económico), a ARIAE (Associação Ibero-Americana de Entidades Reguladoras da Energia), o MEDREG (Associação de Reguladores de Energia do Mediterrâneo) e a RELOP (Associação de Reguladores de Energia dos Países de Língua Oficial Portuguesa). 

História: principais marcos
- 1995

Criação da ERSE como regulador, apenas para o setor da eletricidade e para Portugal continental.
- 1996

Nomeação da comissão instaladora
- 1997

Aprovação dos Estatutos
- 2002

Extensão das competências de regulação às Regiões Autónomas
Extensão da regulação ao setor do gás natural
Transformação em Entidade Reguladora dos Serviços Energéticos
Alteração aos Estatutos
- 2007

Início do mercado ibérico de eletricidade MIBEL
- 2010

Extensão das competências à gestão de operações da rede da mobilidade elétrica
- 2011

Supervisão dos mercados grossistas da UE
- 2012

Alteração aos Estatutos
- 2013

Atribuição de poderes sancionatórios
Alteração aos Estatutos
- 2018

Alargamento da regulação aos setores do gás de petróleo liquefeito em todas as suas categorias, dos combustíveis derivados do petróleo e dos biocombustíveis
Alteração aos Estatutos
- 2019

Alteração aos Estatutos  